# Aker Arctic
Aker Arctic Technology ist ein finnischer Ingenieursdienstleister. Das Unternehmen leistet Entwicklungs-, Beratungs- und Erprobungsdienstleistungen für Schiffe zum Einsatz in arktischen Gewässern, wie beispielsweise Eisbrechern, aber auch andere maritime Technik. In Helsinki wird das weltweit einzige, in privater Hand befindliche, Erprobungszentrum für Eisgewässer betrieben. Nach eigenen Angaben entwickelte Aker Arctic, beziehungsweise dessen Vorgängerorganisationen, rund 60 % aller weltweiten Eisbrecher.
Die Ursprünge von Aker Arctic liegen in einem Eisbrecher-Erprobungszentrum des Unternehmens Wärtsilä aus dem Jahre 1969, dem „Wärtsilä Icebreaking Model Basin“. Dieses wurde infolge einer Kooperation mit Esso eröffnet, um den Rumpf des Eisbrechers Manhattan zu entwickeln und erproben. Das Erprobungszentrum wurde in der Folgezeit als Teil der Sparte Wärtsilä Marine weitergeführt. In den 1980er Jahren wurde der Name „Wärtsilä Arctic Research Centre (WARC)“ angenommen. Nach dem Bankrott der Sparte Wärtsilä Marine wurde dieser Geschäftsbereich zusammen mit dem „WARC“ durch das Unternehmen Masa Yards übernommen und das „WARC“ wurde in „MARC“ umbenannt. Mitte der 1990er Jahre erfolgte die Übernahme von Masa durch Kværner. Im Jahr 2005 wurde das Erprobungszentrum schließlich eigenständig und firmierte fortan als Aker Arctic. 2013 übernahm die staatliche Beteiligungsgesellschaft Finnish Industry Investment die Mehrheit der Anteile des Unternehmens. Die anderen Miteigentümer sind die finnische Tochter der ABB und Aker Solutions.
Aker Arctic war unter anderem an der Entwicklung der Otso, der Urho-Klasse oder des Aker ACS 650-Typs beteiligt. Aker Arctic, beziehungsweise seine Vorgänger WARC und MARC, sind für mehrere Innovationen in der Schiffstechnik verantwortlich. Hierzu zählt beispielsweise das sogenannte „Double Acting Ship“-Prinzip. Schiffe nach dieser Bauart sind in der Lage, Eisbarrieren in Rückwärtsfahrt zu brechen und besitzen eine zweite Brücke, die nach achtern zeigt.